# TRUE BLUE (沢田研二のアルバム)
『TRUE BLUE』（トゥルー・ブルー）は、日本の歌手である沢田研二の25作目となるオリジナルアルバム。
1988年7月24日に東芝EMI／イーストワールドよりリリース。

## 解説
沢田研二のCO-CóLOを率いての3枚目のアルバム。収録曲が8曲と少ないが、1曲あたりの時間が長いものが多い。全て4分以上で、6分を超えるものも4曲を占める。音楽性は前2作の延長線上にあり、AOR系の落ち着いたトーンによる静かな楽曲が多い。作曲は過去のCO-CóLO作品同様バンドメンバーによるものが多いが、大野克夫が1曲提供している。作詞は作詞家の大津あきら、松本一起の他、フォーク歌手の加川良がタイトル曲を手がけている。なおCO-CóLO時代のシングル曲でアルバムにも収録された楽曲はこの「TRUE BLUE」と「STEPPIN' STONES」（「告白-CONFESSION-」収録）のみ。
CO-CóLOは本作をもって解散となる。翌1989年、沢田はEXOTICS時代に共演した吉田建との再演により、ロックアルバム「彼は眠れない」を製作することになる。

## 収録曲
- 全編曲：CO-CóLO

1. TRUE BLUE（NEW REMIX）
  - 作詞:加川良／作曲:チト河内
2. 強くなって
  - 作詞:大津あきら／作曲:石間秀機
3. 笑ってやるハッ！ハッ！！
  - 作詞:松本一起／作曲:大野克夫
4. 旅芸人
  - 作詞・作曲:チト河内
5. EDEN（NEW REMIX）
  - 作詞:大津あきら／作曲:石間秀機

「TRUE BLUE」のB面曲。
6. WALL IN NIGHT
  - 作詞:松本一起／作曲:篠原信彦
7. 風の中
  - 作詞:沢田研二／作曲:チト河内
8. 痛み
  - 作詞:松本一起／作曲:篠原信彦